# Nyhyttans bergsmansgård

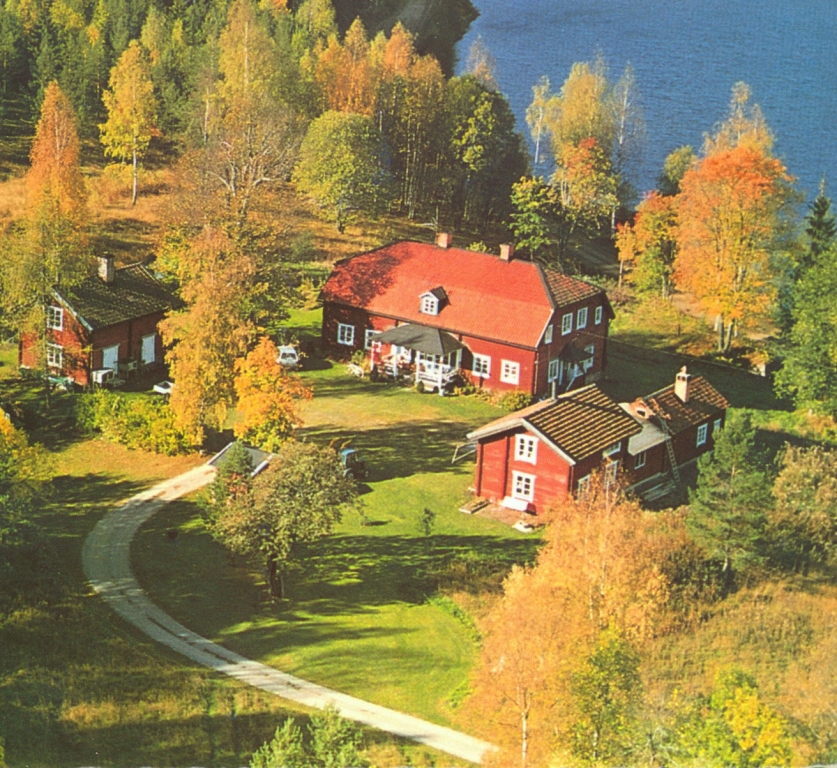
Nyhyttans bergsmansgård

För byn Nyhyttan i Nora kommun, se Nyhyttan
Nyhyttans bergsmansgård är en bruksherrgård från 1700-talet, i byn Nyhyttan i Norbergs kommun. Den ligger på en höjd mellan Målsjön och Toftsjön. Den knuttimrade tvåvåningsbyggnaden med sina breda gavlar, valmade mansardtak och två mindre flyglar kring en grusad innergård med rundel är ett tidstypiskt exempel på de faluröda timrade bergsmans- och bruksherrgårdar som på 1600- och 1700-talen växte fram i främst Bergslagen.
Nyhyttans nuvarande corps-de-logi är ombyggt flera gånger, senast på 1700- och 1800-talen, och har nu en traditionell sexdelad plan. Den var från början kanske en parstuga och hade antingen andra mått än den nuvarande, vilket brandförsäkringsvärderingen 1783 antyder. De äldsta svenska herrskapshusen var uppbyggda enligt enkelstuge- eller parstugeprincipen med förstugan förlängd till en genomgående korridor. Vid 1600-talets mitt kom en ny plantyp från Frankrike och Italien för herrskapshusen: den sexdelade planen. Den kännetecknas av att salen, den gamla gäststugan, nu är placerad i husets mitt samt att ingen av rummen går över hela husets bredd. Hörnrum på varsin sida av salongen blev en vanlig företeelse, ibland som förmak och sängkammare liksom en symmetrisk placering av dörrar med mera.
Nedanför hyttbacken finns slaggstensruiner av Nyhyttans masugn och gjuteri. Som mest var omkring 400 personer skrivna under bruket, men idag finns bara herrgårdsmiljön kvar på Nyhyttan, eftersom de flesta andra byggnader flyttades till Spännarhyttan, då denna anläggning togs i bruk 1883 och ersatte Nyhyttan.

## Historia och ägare
Nyhyttan har bevisligen existerat sedan 1504, men är antagligen flera hundra år äldre, eftersom fynd i omgivningarna visar på att järnframställning i hyttor pågått sedan 1100-talet. Nyhyttan har en mångfacetterad och intressant historia som bergsmansgård, järn- och kopparhytta, bruk och herrgård beskriven bland annat i boken ”Kring en bergsmansgård” av Signe Höjer. 
De många ägarna med olika bakgrund har präglat utvecklingen för hyttan och bruket. Gruppen av ägare innehåller bergsmän och bergsfogdar, grevar och grevinnor, brukspatroner, grosshandlare, fabrikörer, generaldirektörer, uppfinnare och industrimän. En stor del av tiden har Nyhyttan ägts av personer utanför regionen, bland annat av holländsk, tysk, engelsk och skotsk börd. Signe Höjer beskriver det i ”Nyhyttan – en utveckling i utsocknes intressenters händer”, hennes bidrag till Norbergsboken - en sockenbeskrivning.

### Bergsmän och bergsfogdar

#### Bergsfogde Olof Nilsson
I Riksarkivet i Stockholm finns det dokument som för första gången 1504 omnämner Nyhyttan, Niehittho, som ett ¾ hemman för bergsfogdar. Då låg Nyhyttan vid Målsjöns västra ände, vid utloppet från Romstjärnarna, Svartåns källflöde. Bergsfogden Olof Nilsson ägde då Nyhyttan fram till 1535. 

#### Bergsmännen Jonssons
1535 skrivs Nyhyttan i pluralis, Nyie hyttone, och är uppdelat på två hemman: det ena fortfarande vid Målsjöns västra ände, det andra nu vid Målsjöns östra ände, vid fallet mot Smedsjöns västra del. Nyhyttan delades då av bergsmännen Peder, Mårten och Johan Jonssons, varvid Peder svarade för själva hyttan. Gården var 1539 upptagen i redovisning för uppbörden av årliga räntan. 

#### Bergsfogde Staffan Persson
1604 satt en ny bergsfogde på Nyhyttan, Staffan Persson, varvid det 1631 anlades hytta, hammare och härd. En ny stångjärnshammare byggdes som blev skattelagd 1636 eller 1639. En masugn och en sågkvarn vid Smedsjöns östra ände, är medtagen i taxeringslängden från 1651. Hit flyttades så småningom Nyhyttan. Bergsfogden och hans släkt innehade Nyhyttan fram till 1680.

### Grevinnor

#### Grevinnan Ebba Brahe
1680 kom Nyhyttan, tillsammans med flera andra bergslagsbruk som Nordansjö, Högfors och Värlingsberg, att ingå i Svanå (Sigulskvarn fram till 1700-talet). Fram till 1694 ingick alltså Nyhyttan i grevinnan Ebba Brahes omfattande gods-, gruv- och bruksverksamhet. Efter maken Jakob De la Gardies död 1652 styrde Ebba Brahe med fast hand familjens många gods och bruksanläggningar runtom i Sverige inklusive gruvorna och bruken i Bergslagen.

#### Grevinnan Beata Königsmarck
Nästa grevinna att kontrollera Nyhyttan blev Beata Königsmarck, dotter till den tyske fältmarskalken H.C. Königsmarck, som 1655 hade gift sig med riksrådet Pontus De la Gardie, son till Ebba Brahe. I boken ”De lyfte landet – en berättelse om svenska entreprenörer” av Anders Johnson, beskrivs bland annat Ebba Brahe och Beata Königsmarcks bruksintressen i avsnittet ”Företagsamma kvinnor”. Därmed kom de mindre bergslagsbruken i familjens ägo under åren 1694-1698. Det var också under denna tid som en av Nyhyttans järnstämplar kom till, NBB BK, Norbergs Bergslag Beata Königsmarck. Reduktionen innebar dock att De la Gardie fick lämna över en stor del av sin egendom dels till makan, dels till andra fordingsägare. 

### Brukspatroner och grosshandlare

#### Häradshövding Per Gyllenhök
1698 togs bruket över av Per Gyllenhök, en av Pontus De la Gardies största fordringsägare. Denne Per Larsson Hök som han hette innan han blev adlad och utnämnd till häradshövding, hade från 1661 varit bokhållare hos Ebba Brahe på Högfors. Masugnen i Nyhyttan var då förfallen och byggdes upp igen. Samtidigt upprättade lantmätare Johan Nesner en karta över området på uppdrag av Lantmäteristyrelsens chef Jean Transchöld.
På kartan ligger gården med hammare utmed ån nere vid sjön. Genom gården går fyra vägar, västerut till kyrkan i Norberg, norrut till Värlingsberg, österut till Olsbenning och en väg söderut mot Trättsbo och Hönsgärdet. Ån är dämd uppströms. Vattnet nyttjades troligen både till hammaren och till att översila en starrvall. Förutsättningarna för jordbruk var magra. Det fanns inhägnade marker för vårsäd, ängsslåtter och lövtäkt. Skogen runt om är mycket bergig och har delats upp i olika områden för kolning, gärdsgårdsvirke och aspskog till 28 getters vinterföda. Det finns också en humlegård på 532 störar och fisket är rikt.
I och med att Gyllenhöök köpte Nyhyttan inträder en ny period i brukets historia. De kommande ägarna bodde bara periodvis på Nyhyttan och de äger i regel flera bruk och andra fastigheter. Så var till exempel Gyllenhök bland annat ägare till Engelsbergs bruk och Högfors bruk. Han ägde också Nyhyttan tillsammans med bergsmannen Anders Staffansson. Under 1700-talets första hälft kom ägarna från Norberg. Från mitten av 1700-talet var de olika ägarna utifrån igen.

#### Bergsfogde Johan Luth
Mellan 1715 och 1720 ägde bergsfogde Johan Luth Nyhyttan. Han ägde också Skinnargården i Norberg (senare Kornettgården), halva Davidsbo och Gästgården.

#### Brukspatron Johan Fischer med familj
Jean (Johan) Fischer, arrendator på Ludvika bruk, var brukspatron på Nyhyttan i Norberg och dog där 1718. Hans änka uppges som ägare 1722 till 1734 och sonen, bruksägaren Isac Fischer, ärvde sedan Nyhyttan och behöll den till 1752. 

#### Grosshandlare Hindrick Wilkens och hovintendent Per Juhlinschöld
Fischer sålde 1752 gården till Hindrick Wilkens i Stockholm (¾-delar av hemmanet) och hovintendent Peter Julinschöld i Uppsala (hyttorna). Fischer kvarstod som bruksförvaltare till 1767. Om Hindrick Wilkens vet vi inte så mycket. Han kom från en förnäm patriciersläkt i Böhmen som kom till Sverige via kontakter med bl.a. familjen Königsmarck. En gren av släkten blev 1688 adlad von Wilckenschildt. Julinschöld blir ensam ägare till bruket från 1757.
1734 gav Bergskollegium ut ett förordnande om att anlägga en kopparhytta vid Smedssjön och 1752 finns det belägg för en kopparhytta där. Det var förmodligen också då som Nyhyttan flyttades till sitt nuvarande läge, östra änden av Smedssjön. 1758 anlades järnhyttan vid Smedssjön och 1772 lades kopparhyttan ned. Kopparhyttan i Nyhyttan var därför antagligen i bruk endast i cirka 30 år. 1767 införde Mösspartiet en penningpolitik riktad mot spekulationer och Julinschöld förlorade därvid hela sin förmögenhet. Uppsala universitet tvingades ta över större delen av alla egendomar.

#### Grosshandlare Werner Groen
Handelsmannen Werner Groen tog över Nyhyttan 1767. Han hade vissa idéer om att utvidga Nyhyttan och begärde tillstånd att få gräva en kanal från Brunnsjön till Målsjön för att öka tillgången på vattenkraft. De planerna infriades aldrig och 1780 avyttrade han bruket.

### Uppfinnare och experimentörer
Nyhyttan är på flera sätt nära förknippad med utvecklingen inom Bergsunds Mekaniska Verkstad och gjuteri på Södermalm i Stockholm som under slutet av 1700- och början av 1800-talet var ledande inom gjuteritekniken i Sverige. 

#### Uppfinnaren och industrimannen Thomas Lewis
Skotten Thomas Lewis, ägare till Bergsunds Mekaniska Verkstad, ägde också Nyhyttan 1780-1783 och var en pionjär på gjuteriteknikens område. När han köpte Nyhyttan utsåg han Per Södersten, ägaren till Nyhyttans hemman, till förvaltare. Under denna period skedde många experiment och flera utbyggnader. Hyttdammen, Smedsjön, utvidgades och 1781 anlade Lewis ett mindre gjuteri vid Smedsjöns södra strand och därefter ett större längre österut. Han förbättrade förmågan att utnyttja vattenkraften, införde en ny gjuteriteknik och blir därmed en av pionjärerna. Lewis byggde och experimenterade och måste närvara både dag och natt. Hans familj, fru och 4-åriga dotter, flyttade därför med honom. De tillbringade mycket tid på Nyhyttan under dessa år. Thomas Lewis avled 1783 i lungtuberkulos; hans änka kvarstod som ägare till Nyhyttan ungefär ett år till.
En värdering för brandförsäkring utfördes av dåvarande bergmästare J.G. Edelfeldt 1783. I den redovisas ett 25-tal byggnader. Mangården beskrevs som en byggnad av ”större ålder i försvarligt stånd” cirka 13x7,7m (alltså betydligt mindre än den nuvarande mangården som är cirka 18x10m), med en något yngre kontorsflygel (den andra flygeln, skolflygeln, tillkom senare), med två kammare. Bland mindre hus fanns visthusbod, fähus, stall med redskapslider, brygghus nere vid sjön, mjölkvarn utmed ån, brygg- och bagarstuga utmed landsvägen. För järnframställningen fanns masugnen med uppfartsbrygga över landsvägen och hyttbacken på södra sidan. På bruket fanns också två gjuteriverkstäder varav ett med spannmålsmagasin, två formningshus, hjulhus, skrap- och gillingsrum, klensmedja och torkhus.

#### Brukspatron Anders Hebbe
Under 1784-1812 ägdes Nyhyttan av Anders Hebbe. Han var också ägare till Engelsberg, Persbo och Högfors, där han bodde mesta delen av tiden. Det var under den här tiden som själva bergsmansgården fick sitt nuvarande utseende. Hyttan fick en inspektor, Bengt Sandborg, som under tre olika ägare kom att verka på Nyhyttan i nära 40 år (1803-1842). 

#### Grosshandlaren och fabrikören Gustaf Daniel Wilcke
Brukspatronen, grosshandlaren och fabrikören Gustav Daniel Wilcke ägde sedan bruket 1812-1818. Han hade köpt Bergsunds Mekaniska Verkstad 1806 och anställt Samuel Owen där samma år. I Nyhyttan anlade Wilcke ett stort gjuteri. Owen hjälpte Wilcke med både köpet och driften av gjuteriet i Nyhyttan. Owen köpte också 1811 en ¼-dels hemman i Häste hytta utanför Norberg och fick därmed ännu starkare anknytning till orten. En omfattande experimentverksamhet upprättades där. Han sålde dock sin del i Häste samma år, 1818, som Wilcke efter den stora branden avyttrade Nyhyttan. Det blev sedan Owens elev och lärling Carl Gerhard Bolinder, grundare av företaget Bolinders mekaniska verkstad i Stockholm (sedermera Bolinder-Munktell), som efter 1845 förde vidare de Owenska traditionerna kring gjutjärnskonsten.

### Industrialiseringens anonyma ägare
Under 1800-talet industrialiserades järn- och stålindustrin alltmer och en omfattande konsolidering skedde för att uppnå större effektivitet och skalfördelar. De flesta mindre hyttor och bruk försvann därmed – de lades antingen ned, gick upp i större enheter eller specialiserade sin produktion. Perioden brukar ibland gå under benämningen bruksdöden.
1818 övergick Nyhyttan till hovmarskalken, greve Knut Lindorm Posse på Svanå bruk. Tackjärnstillverkningen på Nordansjö flyttades över till Nyhyttan. Posse var Nyhyttans sista brukspatron.
Svanå Bruks AB tog över 1840, men öppnade en ny masugn i Spännarhyttan 1883, då samtidigt Nyhyttan lades ned (den sista blåsningen ägde rum 1882). Spännarhyttan, en del inom Surahammars Bruks AB och ASEA, blev en av Sveriges modernaste industrianläggningar. Stålkrisen på 1970-talet med vikande efterfrågan och fallande stålpriser blev dock till slut för mycket och masugnen lades ned 1981.
Mellan 1883 och 1976 ingick Nyhyttan i Surahammars Bruk, som i sin tur var en del av ASEA. Dess ordförande Sigfrid Edström hade förbjudit en rivning av själva Nyhyttan, eftersom gården hade stora kulturhistoriska värden och skulle bevaras som ett minnesmärke. Nedläggningen innebar dock att de flesta bruksbyggnader, förutom själva herrgården med flyglar, plockades ned och istället sattes upp i Spännarhyttan. Nyhyttans tid som hytta och bruk var därmed slut, men namnet levde vidare som Nyhyttans Egendom, en förvaltningsenhet för brukets skog och mark. 

### Generaldirektör Axel och författaren Signe Höjer
Författaren och FN-ambassadören Signe Höjer och hennes man, generaldirektör Axel Höjer, arrenderade gården 1937-1962. Efter att ha letat sommarbostad över hela Sverige i 17 år råkade de av en slump hitta Nyhyttan. De hade vintern 1937 tillbringat någon vecka på Elfgrens pensionat i Kärrgruvan utanför Norberg. Vid en skidutflykt stannade de vid det blå skidspårets vändpunkt – där fanns resterna av ett bruk. En stor röd bergsmansgård i liggande timmer med två flyglar och några stugor omkring var allt som återstod av bruket.
Höjers kontakter med ASEA och Surahammars bruk blev däremot inledningsvis resultatlösa, eftersom dessa varken ville sälja eller hyra ut gården. Efter ett möte med Helge Silverstolpe, disponenten på Surahammars bruk, lovade han att tala med ASEA:s styrelse i Västerås och lyckades få ett positivt besked: Höjers kunde arrendera Nyhyttan på 25 år mot nominell hyra mot att de satte det i stånd och stod för alla reparationer.
Gården hade dock förfallit kraftigt eftersom ingen ägare, inspektor eller förvaltare bott på Nyhyttan på mer än 50 år. Höjers satte därför igång med ett omfattande och pietetsfullt upprustningsarbete. De hittade bland annat en salongstapet från en Stockholmsmästare daterad till 1781 och som lämnades i förvar till Nordiska Museet. Tapeten kopierades av Kåbergs tapetfabrik och såldes länge i fackhandeln under beteckningen Nyhyttetapeten.
Höjers arbetade också utomlands i långa perioder under främst 1950- och 1960-talen. I samarbete med bland annat FN, WHO och Rädda Barnen hjälpte de bland till att bygga upp högre medicinsk utbildning i Indien, spetälskekolonier i Afrika och var involverade i många andra projekt i Asien och Afrika. De var också aktiva inom freds- och kvinnorörelsen.
Under deras år blev därför Nyhyttan lite av ett centrum för människor verksamma inom dessa områden eller med liknande intressen. Under kriget vistades bland annat danska och norska flyktingar på Nyhyttan, till exempel professor Fredrik Paasche. Efter freden i maj 1945 kunde ett 50-tal danska, norska och svenska medlemmar av Internationella Kvinnoförbundet för Fred och Frihet mötas på Nyhyttan. Sveriges första kvinnliga riksdagsledamot Kerstin Hesselgren var en av dessa.
År 1949 firade ett 30-tal sjuksköterskor från hela världen midsommar i samband med deras internationella kongress i Sverige. År 1951 firade den indiske ambassadören Rajan Nehru och WHO-chefen Mani från New Delhi midsommar på Nyhyttan. Statsminister Tage Erlander kom på besök i augusti 1959 och professor Fujiko Isono från Internationella Kvinnoförbundet lärde ut origami samma år.
Signe Höjer författade också boken ”Kring en bergsmansgård” om åren på Nyhyttan. Paret Höjer tvingades lämna gården 1962 efter att ha misslyckats att få köpa den eller förlänga arrendet. Gården skulle användas som fritids- och semesterhem av Surahammars bruk. Perioden 1962 till 1976 disponerades gården också av Surahammars Bruks Hjulmakargille. Nyhyttan var under dessa år ett mycket populärt tillhåll för de högre tjänstemännen på bolaget. Allehanda fritids- och rekreationsaktiviteter och inte minst kräftfisket stod i centrum, men gården förföll nu kraftigt igen då inga fast boende finns där. Därefter har gården haft privata ägare. Under de senaste åren har byggnaderna rustats upp.